# Яблоновец (Тамбовская область)
Яблоновец — село в Петровском районе Тамбовской области России. 
Административный центр Яблоновецкого сельсовета.

## География
Расположено на реке Матыра, в 23 км к юго-востоку от райцентра, села Петровское, и в 74 км к юго-западу от центра Тамбова.

## Население
| 2002 | 2010 |
| ---- | ---- |
| 741  | ↘657 |

Согласно результатам переписи 2002 года, в национальной структуре населения русские составляли 99 % от жителей.